# Tomoko Kawase
Tomoko Kawase (jap. 川瀬智子 Kawase Tomoko, * 6. Februar 1975 in der Präfektur Kyōto, Japan) ist eine japanische Musikerin und Sängerin der Band The Brilliant Green.

## Leben
Seit 2001 ist sie unter den Pseudonymen Tommy February⁶ und Tommy Heavenly⁶ auch allein aktiv und veröffentlichte seitdem insgesamt acht Studioalben. 2003 gründete sie die Girlgroup Tommy☆Angels, wobei sie selbst kein Mitglied der Gruppe war, sondern nur als Produzentin in Erscheinung trat.
Einige ihrer Lieder bekamen eine Rolle als Opening oder Ending von diversen Serien. So wurde ihr Song Papermoon in der japanischen Mangaserie Soul Eater aufgeführt.
Nach ihrer Heirat mit ihrem Bandkollegen Shunsaku Okuda am 22. November 2003 änderte sie ihren Namen offiziell in Tomoko Okuda (奥田智子 Okuda Tomoko), trotzdem wird sie in den meisten Fällen weiterhin als Tomoko Kawase angeführt.

### The Brilliant Green
Nachdem sie schon zuvor in ihrer selbstgegründeten Cover-Band, unter anderen coverte sie japanische Gruppen wie Flipper's Guitar und Pizzicato Five, als Sängerin aktiv war, gründete Tomoko Kawase im März 1995 gemeinsam mit Gitarrist Shunsaku Okuda und Bassist Ryō Matsui die Band The Brilliant Green. Schon zwei Monate nach ihrer Gründung erhielten sie einen Plattenvertrag mit Sony, doch es dauerte noch über zwei Jahre bis ihre ersten Singles – mit noch mäßigem Erfolg – veröffentlicht wurden. Erst mit ihrer dritten Veröffentlichung 1998, There Will Be Love There, schafften sie den Durchbruch und ihren ersten Nummer-1-Hit in Japan. Auch die nachfolgenden Singles und Alben wurden größere Erfolge, doch im Laufe der Jahre ließ das öffentliche Interesse an der Gruppe deutlich nach. Nach ihrem letzten Album The Winter Album legte The Brilliant Green 2002 endgültig eine kreative Pause ein.
Nach fast fünf Jahren Inaktivität wurde im Mai 2007 Stand By Me veröffentlicht. Schon kurz darauf folgten mit Enemy und Ash Like Snow zwei weitere Single-Veröffentlichungen, welche allesamt aber nur mäßig erfolgreich waren und nicht an ihre großen Erfolge in den Jahren 1998 und 1999 heranreichten. Erst mit dem Compilation-Album ’97-’08 schafften sie es wieder an die Spitze der japanischen Charts. Außerdem wurde für das Jahr 2008 ein weiteres Studioalbum angekündigt.

### Solokarriere
Schon kurz vor der vorübergehenden Trennung von The Brilliant Green startete Kawase ihr erstes Soloprojekt. Bei Tommy February⁶ handelt es sich um eine eigens von Kawase erschaffene Kunstfigur, welche durch besonders unschuldiges Verhalten und naive Liedertexte als auch durch ein sehr konservatives, teilweise streberhaften Äußeres auffällt. So trägt sie meistens sehr schlichte und kaum aufreizende Kleider und Röcke, bunte Brillen in verschiedenen Variationen und sie färbt sich ihre Haare ausschließlich in verschiedenen Rottönen. Ursprünglich war der Charakter jedoch nicht mit diesen Merkmalen kreiert worden, viel mehr „entwickelte“ er sich im Laufe der Zeit zu diesem Erscheinungsbild. Das Projekt February⁶ fing sehr schnell an, Kawase zu langweilen, und sie fing an, es als eindeutigen Fehlschlag zu betrachten, weswegen sie eine neue Kunstfigur erschuf.
Kawases zweite erschaffene Figur Tommy Heavenly⁶ ist eine Art Alter Ego von Tommy February⁶, was sich nicht nur im polarisierenden Aussehen im Punk-Stil zeigt, sondern auch im deutlich verändertem Musikstil. Während February⁶ fast ausschließlich Synthie-Pop produzierte, ist die Musik von Heavenly⁶ auf verschiedene Variationen des Alternative Rock ausgelegt. Kawase betrachtete diesen neuen Charakter und Stil allerdings keinesfalls als Ersatz und Neustart, sondern vielmehr als Weiterentwicklung seines Vorgängers. Die Tatsache, dass sowohl Tommy February⁶ als auch Tommy Heavenly⁶ im Laufe der Jahre jeweils zwei Alben und acht Singles veröffentlichten und die Wiederaufnahme der Aktivitäten von The Brilliant Green lassen darauf schließen, dass beide Projekte von Kawase mittlerweile abgeschlossen wurden.
Neben ihren beiden Soloprojekten war Kawase auch mehrmals als Produzentin aktiv. Unter anderem schrieb sie für Asuka Hinoi den Song ♥Wanna Be Your Girlfriend♥ und für die Popgruppe Speed produzierte sie die Doppel-A-Single Walking in the Rain / Stars To Shine Again.

### Tommy☆Angels
Tommy☆Angels ist eine 2003 von Kawase gegründete Girlgroup. Die Gruppe bestand damals ausschließlich aus weiblichen Mitgliedern im Alter von durchschnittlich fünfzehn Jahren. Trotz einer großen Marketingkampagne blieb die am 17. Dezember 2003 veröffentlichte Single You’ll Be My Boy ihre bisher einzige Veröffentlichung. Tommy☆Angels wurden offiziell nie aufgelöst – auch ihre offizielle Webseite ist immer noch aktiv – doch mittlerweile ist anzunehmen, dass die Gruppe ihre Aktivitäten eingestellt hat.
Mitglieder:
- Saori
- Ai
- Asuka
- Maika

## Diskografie
Für alle Alben und Singles, die gemeinsam mit The Brilliant Green veröffentlicht wurden siehe: The Brilliant Green

### Studioalben
| Jahr | Titel                          | Höchstplatzierung, Gesamtwochen, AuszeichnungChartsChartplatzierungen (Jahr, Titel, Platzierungen, Wochen, Auszeichnungen, Anmerkungen) | Anmerkungen                             |
| Jahr | Titel                          | JP | Anmerkungen                             |
| ---- | ------------------------------ | --- | --------------------------------------- |
| 2002 | Tommy February⁶                | JP1 Platin · (30 Wo.)JP | Erstveröffentlichung: 6. Februar 2002   |
| 2004 | Tommy Airline                  | JP2 Platin · (14 Wo.)JP | Erstveröffentlichung: 17. März 2004     |
| 2005 | Tommy Heavenly⁶                | JP4 Gold · (8 Wo.)JP | Erstveröffentlichung: 24. August 2005   |
| 2007 | Heavy Starry Heavenly          | JP9 (7 Wo.)JP | Erstveröffentlichung: 7. März 2007      |
| 2009 | I Kill My Heart                | JP9 (5 Wo.)JP | Erstveröffentlichung: 29. April 2009    |
| 2012 | February & Heavenly            | JP12 (5 Wo.)JP | Erstveröffentlichung: 29. Februar 2012  |
| 2013 | Tommy Candy Shop Sugar Me      | JP9 (4 Wo.)JP | Erstveröffentlichung: 12. Juni 2013     |
| 2013 | Tommy Ice Cream Heaven Forever | JP17 (3 Wo.)JP | Erstveröffentlichung: 27. November 2013 |

### EPs
| Jahr | Titel                        | Höchstplatzierung, Gesamtwochen, AuszeichnungChartsChartplatzierungen (Jahr, Titel, Platzierungen, Wochen, Auszeichnungen, Anmerkungen) | Anmerkungen                            |
| Jahr | Titel                        | JP | Anmerkungen                            |
| ---- | ---------------------------- | --- | -------------------------------------- |
| 2012 | Halloween Addiction          | JP17 (4 Wo.)JP | Erstveröffentlichung: 17. Oktober 2012 |
| 2015 | Tommy’s Halloween Fairy Tale | JP28 (2 Wo.)JP | Erstveröffentlichung: 21. Oktober 2015 |

### Kompilationen
| Jahr | Titel                                         | Höchstplatzierung, Gesamtwochen, AuszeichnungChartsChartplatzierungen (Jahr, Titel, Platzierungen, Wochen, Auszeichnungen, Anmerkungen) | Anmerkungen                            |
| Jahr | Titel                                         | JP | Anmerkungen                            |
| ---- | --------------------------------------------- | --- | -------------------------------------- |
| 2009 | Gothic Melting Ice Cream’s Darkness Nightmare | JP6 (11 Wo.)JP | Erstveröffentlichung: 25. Februar 2009 |
| 2009 | Strawberry Cream Soda Pop Daydream            | JP5 (10 Wo.)JP | Erstveröffentlichung: 25. Februar 2009 |

### Singles
| Jahr | Titel Album                                             | Höchstplatzierung, Gesamtwochen, AuszeichnungChartsChartplatzierungen (Jahr, Titel, Album, Platzierungen, Wochen, Auszeichnungen, Anmerkungen) | Anmerkungen                             |
| Jahr | Titel Album                                             | JP | Anmerkungen                             |
| ---- | ------------------------------------------------------- | --- | --------------------------------------- |
| 2001 | Everyday at the Bus Stop Tommy february6                | JP12 (12 Wo.)JP | Erstveröffentlichung: 25. Juli 2001     |
| 2001 | ♥Kiss♥ One More Time Tommy february6                    | JP20 (10 Wo.)JP | Erstveröffentlichung: 21. November 2001 |
| 2002 | Bloomin’! Tommy february6                               | JP10 (6 Wo.)JP | Erstveröffentlichung: 17. Januar 2002   |
| 2003 | Je t’aime ★ je t’aime Tommy Airline                     | JP5 Gold · (14 Wo.)JP | Erstveröffentlichung: 6. Februar 2003   |
| 2003 | Wait ’till I Can Dream Tommy heavenly6                  | JP5 (8 Wo.)JP | Erstveröffentlichung: 16. Juli 2003     |
| 2004 | Magic in Your Eyes Tommy Airline                        | JP6 Gold · (10 Wo.)JP | Erstveröffentlichung: 11. Februar 2004  |
| 2004 | Hey My Friend Tommy heavenly6                           | JP20 (9 Wo.)JP | Erstveröffentlichung: 26. Mai 2004      |
| 2004 | Love Is Forever Tommy Airline                           | JP6 Gold · (7 Wo.)JP | Erstveröffentlichung: 7. Juli 2004      |
| 2004 | L•O•V•E•L•Y ~Yumemiru Lovely Boy~ Tommy Airline         | JP14 (8 Wo.)JP | Erstveröffentlichung: 14. Juli 2004     |
| 2005 | Ready? Tommy heavenly6                                  | JP15 (4 Wo.)JP | Erstveröffentlichung: 20. Juli 2005     |
| 2005 | ♥Lonely in Gorgeous♥ Paradise Kiss Original Soundtrack  | JP20 (6 Wo.)JP | Erstveröffentlichung: 30. November 2005 |
| 2006 | I’m Gonna Scream+ Heavy Starry Heavenly                 | JP22 (7 Wo.)JP | Erstveröffentlichung: 7. Juni 2006      |
| 2006 | Pray Heavy Starry Heavenly                              | JP10 Gold (Mobile Downloads) · (13 Wo.)JP | Erstveröffentlichung: 5. Juli 2006      |
| 2006 | Lollipop Candy ♥Bad♥ Girl Heavy Starry Heavenly         | JP12 (5 Wo.)JP | Erstveröffentlichung: 11. Oktober 2006  |
| 2006 | I Love Xmas Heavy Starry Heavenly                       | JP29 (3 Wo.)JP | Erstveröffentlichung: 6. Dezember 2006  |
| 2007 | Heavy Starry Chain Heavy Starry Heavenly                | JP20 (3 Wo.)JP | Erstveröffentlichung: 7. Februar 2007   |
| 2008 | Papermoon Gothic Melting Ice Cream’s Darkness Nightmare | JP10 (8 Wo.)JP | Erstveröffentlichung: 10. Dezember 2008 |
| 2011 | Monochrome Rainbow February & Heavenly                  | JP23 (3 Wo.)JP | Erstveröffentlichung: 26. Oktober 2011  |
| 2013 | Be My Valentine Tommy Candy Shop Sugar Me               | JP26 (2 Wo.)JP | Erstveröffentlichung: 6. Februar 2013   |

## Trivia
- 2002 veröffentlichte Kawase mit Tommy February⁶ + Hawaii einen eigenen Reiseführer und Bildband für Hawaii mit diversen Restaurant-Kritiken, Listen von Sehenswürdigkeiten und kulturellen Informationen.
- Im Oktober 2002 erhielt Tommy February⁶ eine eigene Blythe-Kollektion.
- Das Musikvideo zu Lonely in Gorgeous ist eine Hommage an das Video zu Sabotage von den Beastie Boys.
- Zwischen 1998 und 2002 trug Kawase bei öffentlichen Auftritten immer eine Plüschfigur des Charakters Elmo von der Sesamstraße auf dem Arm.